# گاه‌شماری

گاه‌شماری یا تقویم دانش و فنّ تعیین و نگهداری حساب زمان. از طرفی تقویم، گاهنامه، سالنما یا سالنامه معمولاً برای صورت نتایج یا جدول محاسبات یک سال یا یک دوره زمانی خاص اطلاق می‌شود.

## پیرامون واژه تقویم
واژهٔ تقویم معانی گوناگونی دارد:
در لغت نامه دهخدا ذیل این کلمه معانی مختلفی آمده‌است، از جمله: محاسبه کردن وقت‌ها، اوراقی چند که در آن حرکات کواکب و تأثیرات آن را نویسند، گاه‌شمار و …
در قرآن «لقد خلقنا الانسان فی احسن تقویم» تقویم به معنی اندازه، تناسب، تعدیل و ترکیب آمده‌است. در تفسیر تاریخ طبری می‌خوانیم: «از بهر آن گفت فی احسن تقویم که آنگه، که آدم را بیافرید؛ هیچ خلق بر پشت زمین نبود نیکوتر از آدم، از بهر آن که خدای عزوجل او را به ید خویش بیافرید و ید این جایگاه قدرت است.» در تفسیر نمونه ذیل این آیه آمده‌است: «تقویم به معنی درآوردن چیزی به صورت مناسب و نظام معتدل و کیفیت شایسته‌است و…»
تقویم در اصطلاح نجومی، مجموعه‌ای از اصول و قوانین است که برای تنظیم زمان و تطبیق سال حقیقی (مدت زمان یک دور کامل زمین به دور خورشید) با سال مجازی (مدت زمانی که انسان‌ها در محاسبهٔ سال و تقسیمات آن در تقویم به کار می‌برند) و چگونگی تقسیم آن به بخش‌های کوچکتر، جهت انجام امور کشاورزی، مالی، آیینی، اجتماعی، زناشویی، شرعی و انجام فرایض دینی مورد استفاده قرار می‌گیرد و در زبان فارسی با کلمهٔ «گاهشماری» و در شکل مدون آن با «گاهنامه» مترادف است. در متون قدیمی، کتیبه‌ها و دیوارنبشته‌ها واژه‌هایی مانند «معرفة المواقیت» و «دفتر السنه» نیز دیده می‌شود.
در بعضی از جوامع این اصول و قوانین نه بر اساس گردش زمین به دور خورشید بلکه بر اساس گردش کرهٔ ماه به دور زمین محاسبه و تدوین شده‌اند.
انسان متمدن در کنار دیگر نشانه‌های تمدن، از تقویم رومیزی به عنوان وسیله‌ای برای مشخص کردن زمان استفاده کرد. سنگ نبشته‌ها، کتیبه‌ها و کنده‌کاری‌های ابنیه می‌تواند شاهدی محکم بر این مدعا باشد.

## تاریخچه گاه‌شماری در جهان
آغاز تقویم با شروع دوره تاریخی و زندگی اجتماعی و کشاورزی بشر و نیاز او برای تعیین زمان‌بندی کشاورزی است. تقویم قمری با استفاده از اهله ماه نخستین تقویم مدون بشریست. سپس تقویم خورشیدی-قمری و سپس تقویم خورشیدی روی کار آمده‌است. سابقهٔ استفاده از تقویم با توجه به ثبت اهله ماه به ۳۰٬۰۰۰ سال می‌رسد. مصریان از ۴۲۴۱ قبل از میلاد اولین اقوامی بودند که از تقویم خورشیدی ۳۶۵روزه استفاده نمودند و بابلیان اولین قومی که سال را براساس دوازده ماه ۳۰روزه تعریف کرده‌اند. اقوام بابلی بعد از گذشت چند سال هر وقت متوجه می‌شدند که اختلاف تقویم‌شان با چهار فصل زیاد شده به تقویم خود یک یا چند ماهی اضافه می‌کردند؛ که شکل نسبتاً تکامل یافته آن هر شش سال یکماه اضافی بود. ژولیوس سزار در سال ۴۵ قبل از میلاد به پیشنهاد ستاره‌شناسی یونانی تقویم ژولینی را معرفی کرد. این تقویم براساس سال خورشیدی با طول ۳۶۵٫۲۵ روز بود. سال ۳۶۵ روز بود و برای جبران کسر روز هر چهار سال یک روز به طول سال اضافه می‌شد (سال کبیسه). از آن پس تقویم میلادی مسیحی با مبدأ میلادی از آن به‌دست آمد که بعدها به‌وسیلهٔٔ تقویم گریگوری دقیقتر شد. پس از آن دقیقترین تقویم در احتساب کسر دقیق سال تقویم جلالی ایرانی (۴۷۱ قمری / ۱۰۷۹ میلادی) به وجود آمد که امروزه تقویم هجری خورشیدی برآمده از آن و در محاسبات ادامه آنست. قدیمی‌ترین تقویم ایرانی تقویم فرس ۳۶۵ روزه با مبدأ سال ۵۰۲۵ قبل از میلاد است که با تقویم باستانی مصر مشابه بود. تقویم دینی مسلمانان و یهودیان قمری است.

## اجزای گاهشماری
سال، ماه و روز از جمله اجزای گاهشماری‌اند. مهم‌ترین جزء گاهشماری و واحد آن سال می‌باشد. سال عرفی در گاهشمار خورشیدی با تطبیق و تعدیل سال اعتدالی به صورت ۳۶۵ روزهٔ عادی یا ۳۶۶ روزهٔ (کبیسه) خواهد بود؛ و ماه از تقسیم دوازده‌گانهٔ سال به صورت معمول ۲۹ تا ۳۱ روزه خواهد بود که در مواردی ۲۸ روزه (تقویم میلادی) یا ۳۲ روزه (تقویم هجری شمسی برجی) نیز دیده می‌شود.
گاهشماری با زمان متوسط یا میانگین سال، ماه و روز تنظیم می‌شود و از این جهت با گاهشمار نجومی متفاوت است. تنها گاهشماری هجری قمری هلالی و تقویم هجری شمسی برجی (قدیمی) در محاسبهٔ ماه‌ها و سال‌ها و تقویم هجری شمسی (تقویم کنونی ایران) در محاسبه سال‌ها زمان متغیر را در نظر می‌گیرند؛ که مابازای آندو یکی تقویم هجری قمری قراردادی است که کاربرد جهانی دارد و دیگری تقویم هجری شمسی با سال متوسط می‌باشد که تنها از جهت پژوهشی در تطبیق تقویم‌ها کاربرد دارد.
در تقویم گاه برای سال‌های قبل از مبدأ، سال صفر نیز وجود دارد که به تقویم منجمان مشهور است؛ و در صورت در نظر گرفتن سال یک پیش از مبدأ به جای سال صفر به تقویم مورخان مشهور است. این دو تقویم در محاسبهٔ سال‌های پیش از مبدأ گاهشماری یک سال با هم تفاضل دارند. اعمال سال صفر جهت تسهیل محاسبه و تطبیق گاهشماری‌هاست. تقویم مورخان در تاریخ‌نگاری کاربرد دارد.

## اشکال گاه‌شماری
گاه‌شماری‌ها به سه شکل کلی زیر می‌باشند:
1. گاه‌شماری خورشیدی
2. گاه‌شماری مهی
3. گاه‌شماری خورشیدی - مهی

## انواع گاه‌شماری
برخی از مشهورترین و پرکاربردترین گاه‌شماری‌های جهان عبارت‌اند از:
- گاه‌شماری میلادی
- گاه‌شماری هجری

- گاه‌شماری هجری قمری
- گاه‌شماری هجری خورشیدی

- گاه‌شماری ایرانی
- گاه‌شماری چینی
- گاه‌شماری هندو
- گاه‌شماری کره‌ای
- گاه‌شماری بودایی
- گاه‌شماری حیوانی
- گاه‌شماری قبطی
- گاه‌شماری بربری
- گاهشماری عبری
- گاهشماری ارمنی
- گاه‌شماری کردی
- گاه‌شماری کردی گرمسیری سلطانی
- گاه‌شماری اچمی
- گاه شماری شباهنگی

علاوه بر موارد بالا، نظام‌های گاه‌شماری دیگری نیز ابداع شده‌است که یا استفاده از آن‌ها منسوخ شده‌است یا کاربردی بسیار محدود یا منطقه‌ای دارد.